# Fandango (film 1985)
Fandango è un film del 1985, scritto e diretto da Kevin Reynolds.

## Trama
Università di Austin, Texas, 1971. Con la consegna dei diplomi, Kenneth e Gardner ricevono la lettera di arruolamento per il Vietnam. Il primo annuncia la rottura del fidanzamento con Debbie, ex ragazza del suo compagno Gardner, scapestrato ma intraprendente, e lo invita con Dorman, Phil e Lester (che dormirà praticamente per tutto il film) a partire con una Cadillac alla volta del confine col Messico, dove erano stati qualche anno prima, per disseppellire un certo Dom.
Rimasti senza benzina in piena prateria, hanno la malaugurata idea di farsi trascinare con un cavo da un treno in transito, il quale naturalmente strappa via una parte della carrozzeria lasciandoli sul posto. Giunti a spinta ad una stazione di servizio e potendo ritirare l'auto solo l'indomani, i protagonisti trascorrono il sabato sera con ragazze del luogo, divertendosi a giocare in un cimitero, dove si lanciano dei petardi. La vista degli effetti pirotecnici e della lapide di un caduto prospetta loro lo scenario di guerra che li attende.
Dopo aver pernottato sotto i resti del set del film Il gigante, i ragazzi sono di nuovo in viaggio, quando un inquadrato Phil ha un diverbio con Kenneth e Gardner: li accusa di codardia, convinto che intendano disertare scappando in Messico. Gardner gli fa capire che la persona da compatire è proprio lo stesso Phil. Ferito nell'orgoglio, Phil tenta di smentirli, quando casualmente si trovano davanti ad una scalcinata scuola di paracadutismo e gli amici lo invitano a tentare un lancio. Spacciandosi per un giornalista, Gardner convince Truman, un istruttore hippy, a concedergli una lezione gratuita.
Dopo una breve ed incomprensibile lezione teorica, Phil viene equipaggiato e fatto salire su uno sgangherato velivolo, ma sia il pilota sia l'allievo ignorano che al posto del paracadute vi sono solo dei panni da lavare. Gli altri amici tentano di comunicare con il velivolo, evidentemente privo di radio, provando a scrivere sulla pista "NO GO" (non andare) con i loro corpi e della biancheria, che letto da un'altra angolazione si legge "GO ON" (procedi). Phil si lancia, si rende conto della situazione e riesce a salvarsi in extremis aprendo un secondo paracadute. Phil è riabilitato ed ora è un degno membro della confraternita.
Al confine col Messico, nei pressi di un Canyon, i ragazzi disseppelliscono Dom, che si rivela essere una bottiglia di champagne Dom Pérignon con cui brindano alla giovinezza. 
(Gardner brinda e lancia la bottiglia di Dom nel sottostante canyon.)
Gardner convince Kenneth e Debbie a sposarsi , incaricando Truman di prelevarla con il suo aereo a Dallas, mentre gli abitanti di un villaggio vengono invitati alla cerimonia in cambio del loro contributo alla festa, tra allestimento e banda musicale. Gardner chiede a quest'ultima di poter ballare un fandango (una danza ispanica dai movimenti nervosi e imprevedibili, che figuratamente indica un gesto folle, bizzarro) con la sposa ed ex fidanzata, e ciò non fa che sottolineare il loro passato oramai andato per sempre. Phil regala agli sposi la sua auto, gli amici si salutano, ma Gardner è già fuggito in Messico.

## Produzione
Il film fu prodotto da Steven Spielberg, che decise di finanziare Fandango dopo aver visionato il primo cortometraggio di Reyndols, Proof. 
Tutte le sequenze vennero girate, interamente, nel Texas.

## Distribuzione
Uscito negli USA nel gennaio del 1985, venne distribuito, in versione limitata, in Europa. La Warner Bros. ritirò il lungometraggio poco tempo dopo, a causa dei pessimi introiti. Secondo la multinazionale, il flop è stato causato dalla scelta del cast, all'epoca ancora semi-sconosciuto. 
In Italia uscì nelle sale nell'inverno del 1985 e, data l'accoglienza tiepida, si dovette ricorrere alla trasmissione in Rai della scena comica del volo di Truman su Dallas.

## Colonna sonora
- Badge - Cream
- Saturday Night's Alright for Fighting - Elton John
- El brazo mocho - Ruben Vela y Su Conjunto
- It's Too Late - Carole King
- Spooky - The Classics IV
- Spheres (7th Movement) - Keith Jarrett
- Ay te dejo en San Antonio - Los Lobos
- Sinfonia n 8, terzo movimento - Dmitrij Dmitrievič Šostakovič
- Born to Be Wild - Steppenwolf
- Taking Off - Milton Brown and the Brownies
- September Fifteenth (Dedicated to Bill Evans) - Pat Metheny, Lyle Mays e Naná Vasconcelos
- It's for You - Pat Metheny, Lyle Mays e Nana Vasconcelos
- Farmer's Trust - Pat Metheny Group
- Can't Find My Way Home - Blind Faith

## Accoglienza

### Critica
La rivista FilmTv ha recensito il film positivamente: «Bella opera prima, malinconica e spavalda». Dello stesso avviso, il portale MyMovies.it: «Reynolds in cabina di regia gioca con la cinepresa offrendoci, con un occhio alla tecnica e uno alla nostalgia, alcune sequenze indimenticabili».